# Aleksander Karandiejew
Aleksander Aleksandrowicz Karandiejew, ros. Александр Александрович Карандеев (ur. 1848, zm. 18 sierpnia 1895 w Warszawie) – wojskowy rosyjski, generał, prezes Warszawskich Teatrów Rządowych.
Pochodził z rodziny tatarskiej, pełnił w randze pułkownika funkcję oficera do specjalnych poruczeń przy gubernatorze warszawskim Josifie Hurce. Zajmował się m.in. organizacją amatorskich przedstawień teatralnych w domu gubernatora, dzięki czemu zyskał opinię znawcy problematyki teatralnej. W czerwcu 1892 został powołany na stanowisko prezesa Warszawskich Teatrów Rządowych; dbał nie tylko o dochodowość instytucji, ale i poziom artystyczny. Próbował także swoich sił jako reżyser, sprowadzał z Paryża kostiumy oraz propozycje repertuarowe. Niezależnie od szacunku, jakim cieszył się u podwładnych za zaangażowanie (czego brakowało wielu innym zwierzchnikom Warszawskich Teatrów Rządowych), miał opinię człowieka despotycznego.
W 1894 otrzymał awans na generał-majora. Pod koniec życia ciężka choroba ograniczyła jego aktywność (kilka miesięcy spędził na kuracji w Berlinie); nominalnie pozostał na czele Warszawskich Teatrów Rządowych do końca życia, ale większość jego obowiązków wykonywał wiceprezes Emil Vacqueret.
Żoną Karandiejewa była Zofia Iwanowna Timirazjew, córka pułkownika rosyjskiego, w latach 1880–1903 tancerka i aktorka w zespole Warszawskich Teatrów Rządowych, nauczycielka w warszawskiej szkole baletowej.